# گرین ولی (مریلند)
گرین ولی (به انگلیسی: Green Valley) یک منطقهٔ مسکونی در ایالات متحده آمریکا است که در شهرستان فردریک، مریلند واقع شده‌است. گرین ولی ۵۳٫۴ کیلومتر مربع مساحت و ۱۲٬۲۶۲ نفر جمعیت دارد و ۱۲۱ متر بالاتر از سطح دریا واقع شده‌است.